# Бенисио дел Торо
Бенисио Монсерате Рафаел дел Торо Санчес (на испански: Benicio Monserrate Rafael del Toro Sánchez) е пуерторикански актьор, продуцент и режисьор, носител на награди „Гоя“, „Златен глобус“, БАФТА и „Оскар“, номиниран е за две награди „Сателит“. Известни филми с негово участие са „Обичайните заподозрени“, „Трафик“, „Гепи“, „21 грама“, „Че“, „Сикарио“ и други.

## Биография
Бенисио дел Торо е роден на 19 февруари 1967 г. в Пуерто Рико в семейство на юристи.

## Кариера
Започва кариерата си в телевизията в края на 80-те години. Придобива широка известност с участието си в популярни филми, като „Обичайните заподозрени“, „Страх и ненавист в Лас Вегас“, „Гепи“ и „Трафик“.
За участието си в „Трафик“ Дел Торо получава наградите за поддържаща роля „Оскар“ и „Златен глобус“, както и тази на БАФТА.

## Избрана филмография
| година | филм                                            | оригинално заглавие            | роля                         | режисьор                     |
| ------ | ----------------------------------------------- | ------------------------------ | ---------------------------- | ---------------------------- |
| 1989   | Упълномощен да убива                            | Licence to Kill                | Дарио                        | Джон Глен                    |
| 1991   | Индиански бегач                                 | The Indian Runner              | Мигел                        | Шон Пен                      |
| 1993   | Пари на вятъра                                  | Money for Nothing              | Дино Паладино                | Рамон Менендес               |
| 1995   | Обичайните заподозрени                          | The Usual Suspects             | Фред Фенстър                 | Брайън Сингър                |
| 1996   | Фенът                                           | The Fan                        | Хуан Примо                   | Тони Скот                    |
| 1996   | Баския                                          | Basquiat                       | Бени Далмау                  | Джулиан Шнабел               |
| 1997   | Свръхбагаж                                      | Excess Baggage                 | Винсент                      | Марко Брамбила               |
| 1998   | Страх и ненавист в Лас Вегас                    | Fear and Loathing in Las Vegas | доктор Гонзо                 | Тери Гилиъм                  |
| 2000   | Трафик                                          | Traffic                        | Хавиер Родригес              | Стивън Содърбърг             |
| 2000   | Пътят на оръжието                               | The Way of the Gun             | мистер Лонгбау               | Кристофър Маккуори           |
| 2000   | Гепи                                            | Snatch                         | Франки (Четири пръста)       | Гай Ричи                     |
| 2001   | Клетвата                                        | The Pledge                     | Тоби Джей Ваденах            | Шон Пен                      |
| 2003   | 21 грама                                        | 21 Grams                       | Джек Джордан                 | Алехандро Гонсалес Иняриту   |
| 2003   | Преследваният                                   | The Hunted                     | Аарон Хелем                  | Уилям Фридкин                |
| 2005   | Град на греха                                   | Sin City                       | Джек Джордан                 | Франк Милър, Робърт Родригез |
| 2007   | Всичко, което изгубихме                         | Things We Lost in the Fire     | Джери Санборн                | Сюзана Бир                   |
| 2008   | Че                                              | Che                            | Ернесто Че Гевара            | Стивън Содърбърг             |
| 2010   | Човекът-вълк                                    | The Wolfman                    | Лорънс Талбът / Човекът-вълк | Джо Джонстън                 |
| 2012   | Диваци                                          | Savages                        | Ладо                         | Оливър Стоун                 |
| 2014   | Вроден порок                                    | Inherent Vice                  | Санчо Смилакс                | Пол Томас Андерсън           |
| 2014   | Пазители на Галактиката                         | Guardians of the Galaxy        | Танилир Тиван / Колекционера | Джеймс Гън                   |
| 2015   | Перфектен ден                                   | A Perfect Day                  | Мамбру                       | Фернандо Леон Де Араноа      |
| 2015   | Сикарио                                         | Sicario                        | Алехандро                    | Дени Вилньов                 |
| 2015   | Малкият принц                                   | The Little Prince              | змията                       | Марк Осбърн                  |
| 2015   | Сикарио 2 – Солдадо                             | Sicario 2: Day of the Soldado  | Алехандро / (Прокурор)       | Стефано Солима               |
| 2021   | Френският бюлетин на Либърти, Канзас Ивнинг Сън | The French Dispatch            | Моузес Розенталер            | Уес Андерсън                 |